# Monelliopsis pleurialis
Monelliopsis pleurialis är en insektsart som beskrevs av Richards 1965. Monelliopsis pleurialis ingår i släktet Monelliopsis och familjen långrörsbladlöss. Inga underarter finns listade i Catalogue of Life.